# Regola delli cinque ordini d'architettura
La Regola delli cinque ordini d'architettura è un trattato dell'architetto rinascimentale Jacopo Barozzi da Vignola (1507-1573). Ebbe larghissima diffusione in tutta l'Europa fino all'Ottocento, al punto di essere uno dei testi di maggior successo nell'architettura. Si ritiene che l'origine di questo trattato sia da ricercare negli studi e nei disegni, ora perduti, che egli eseguì a Roma per l'Accademia vitruviana della Virtù.
In alcune edizioni italiane e francesi successive al 1562 l'opera è introdotta da un breve proemio - come nell'edizione bolognese del 1736, dove è denominato Lo stampatore a chi legge - in cui obbligatoriamente, oltre ad apprezzamenti ed annotazioni che l'autore della ristampa rivolge all'opera vignolesca, si indica presso quale editore, in quale città e in che anno il trattato sia stato ristampato.

## Contenuti

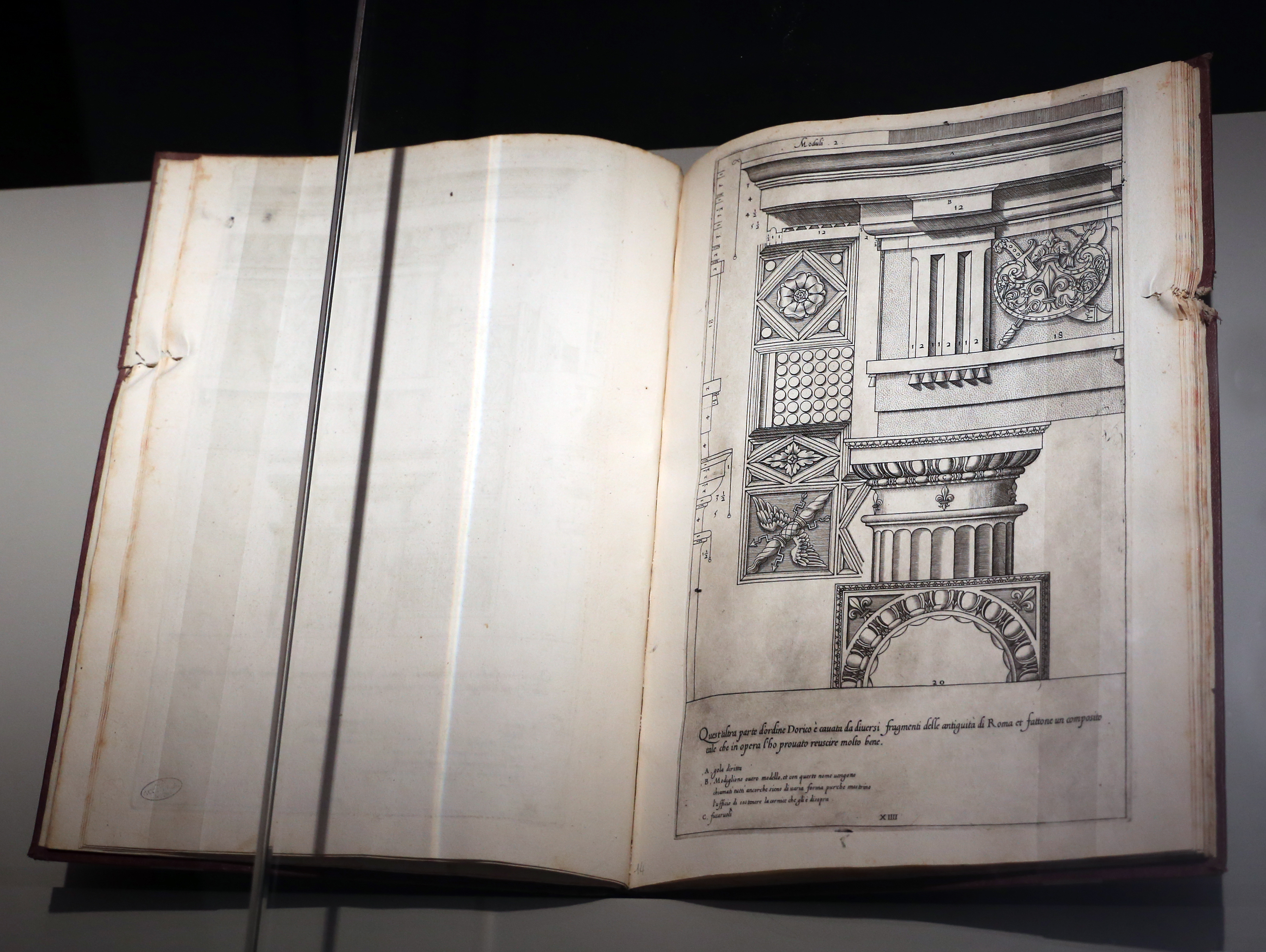
Regola delli cinque ordini d'architettura, edizione del 1562

Il trattato è compreso in un unico libro, le cui pagine gravitavano dalle 72 dell'edizione del 1582 alle 102 del 1773, fino alla ristampa francese ricca di numerosissimi disegni di 220 pagine del 1797. Composto in massima parte da tavole illustrate poste nelle pagine pari, queste sono sempre accompagnate da chiare e concise righe di testo esplicativo posto nelle pagine di fronte. Immediatamente dopo il proemio Ai lettori, il Vignola ci introduce nella materia architettonica: nella prima pagina presenta i 5 ordini disegnandoli con medesima altezza e completi di piedistallo, colonna e trabeazione. Di seguito, per ciascun ordine - procedendo dal Toscano al Composito - l'autore raffigura l'intercolunnio, l'arco privo e non dei piedistalli, il singolo piedistallo con la relativa base della colonna e in ultimo la trabeazione completa di capitello. Verso la parte finale del trattato Vignola descrive inoltre:
- due varietà di entasi, la prima per le colonne Tuscaniche e Doriche, la seconda per le Ioniche, Corinzie e Composite;
- il modo di determinare il fusto della colonna tortile o salomonica;
- un cornicione di sua invenzione, rappresentato dall'autore a soddisfazione di chi se ne volesse servire;
- un portale d'ordine Dorico da lui realizzata nel palazzo della Cancelleria a Roma;
- un portale Toscano d'opera rustica;
- una porta Corinzia parzialmente eseguita nella basilica di San Lorenzo in Damaso;
- il celebre portale Dorico a bugne del palazzo Farnese di Caprarola;
- un camino di sua progettazione presente nella residenza romana dei Farnese.

## Caratteristiche dell'opera

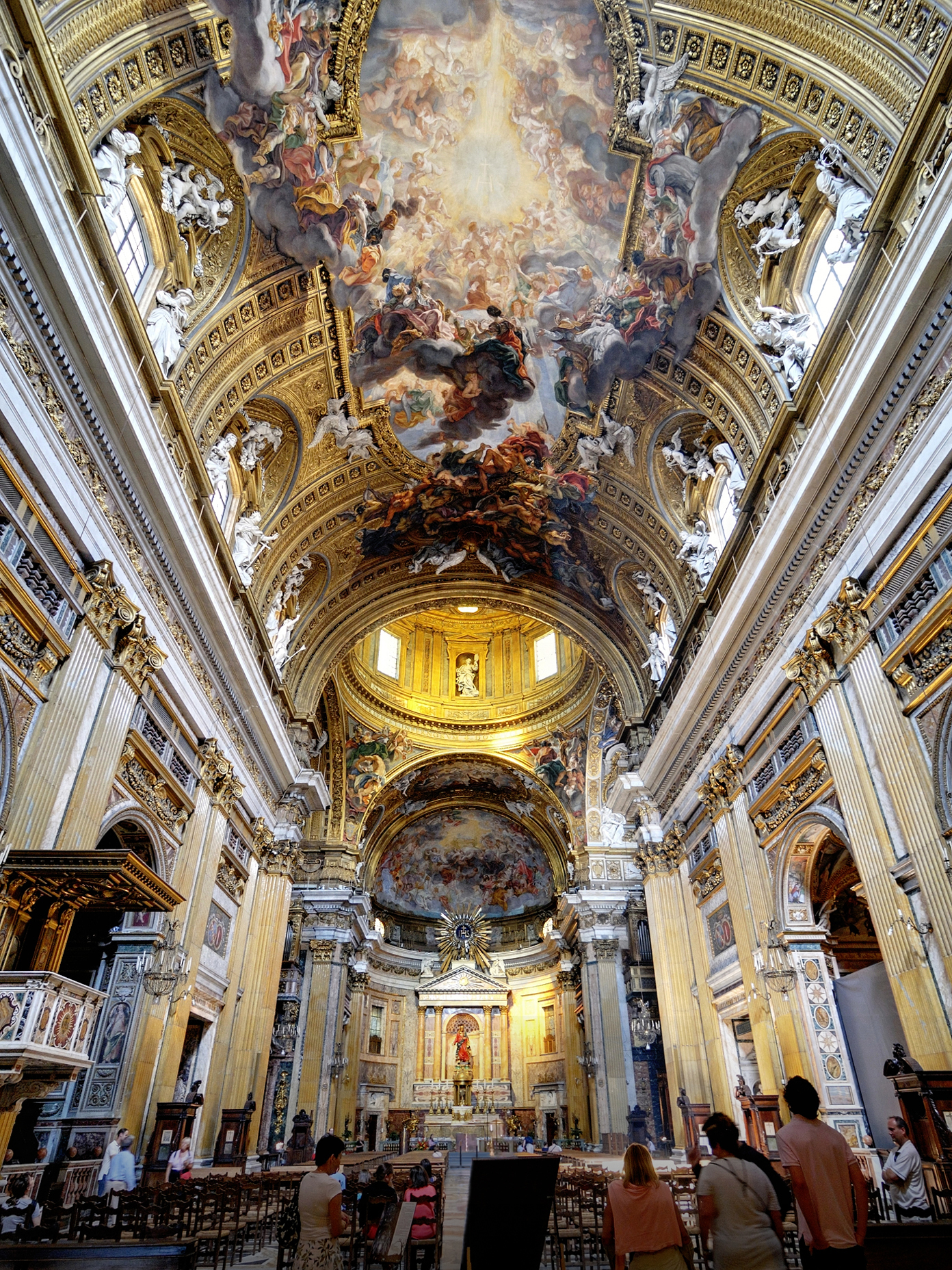
Chiesa del Gesù a Roma, di Jacopo Barozzi da Vignola

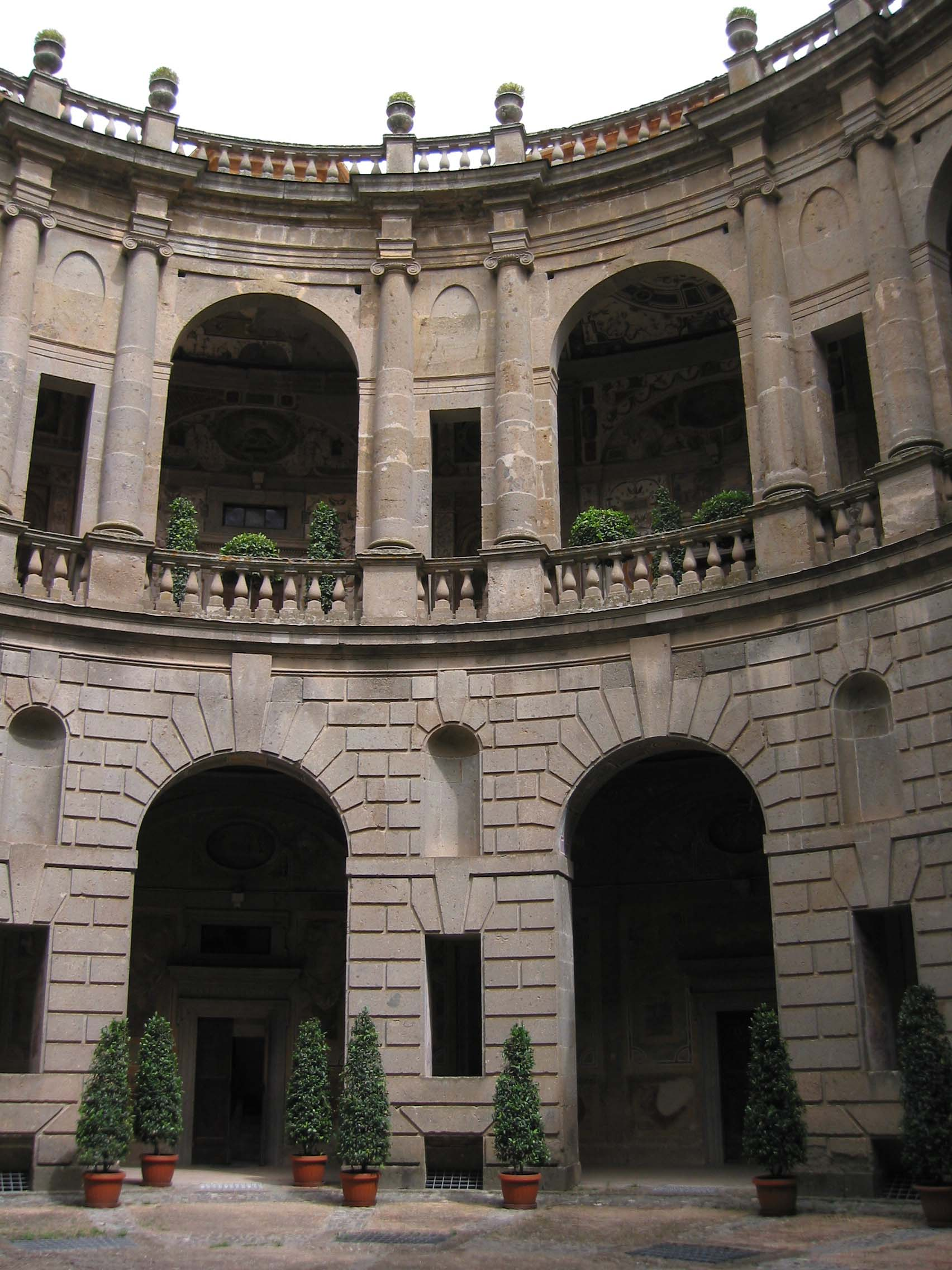
Palazzo Farnese a Caprarola, dello stesso architetto

### La normalizzazione "vignolesca" dell'architettura
Le norme teorizzate sono poche e semplici:
- l'altezza delle colonne deve procedere regolarmente da un minimo di 7 per l'ordine Toscano ad un massimo di 10 diametri per l'ordine Composito;
- le cornici - termine con cui il Vignola si riferisce alla trabeazione - sono alte un quarto della colonna, mentre i piedestalli un terzo, qualsiasi sia l'ordine rappresentato;
- gli archi, con o senza piedistalli, sono ben proporzionati quando l'altezza della loro apertura è pari al doppio della luce e l'area che li ospita, completi di alette e imposte, racchiusa entro le colonne e la trabeazione è quella di un doppio quadrato;
- le alette negli archi semplici sono ampie un quarto di modulo, quelle poste negli archi con piedistalli mezzo modulo;
- gli intercolunni degli ordini delicati, ossia lo Ionico, il Corinzio e il Composito, sono fissati a 4 moduli e mezzo, ossia intercolunnio eustilo, il più comodo ed elegante per l'autore tra quelli stabiliti da Vitruvio.

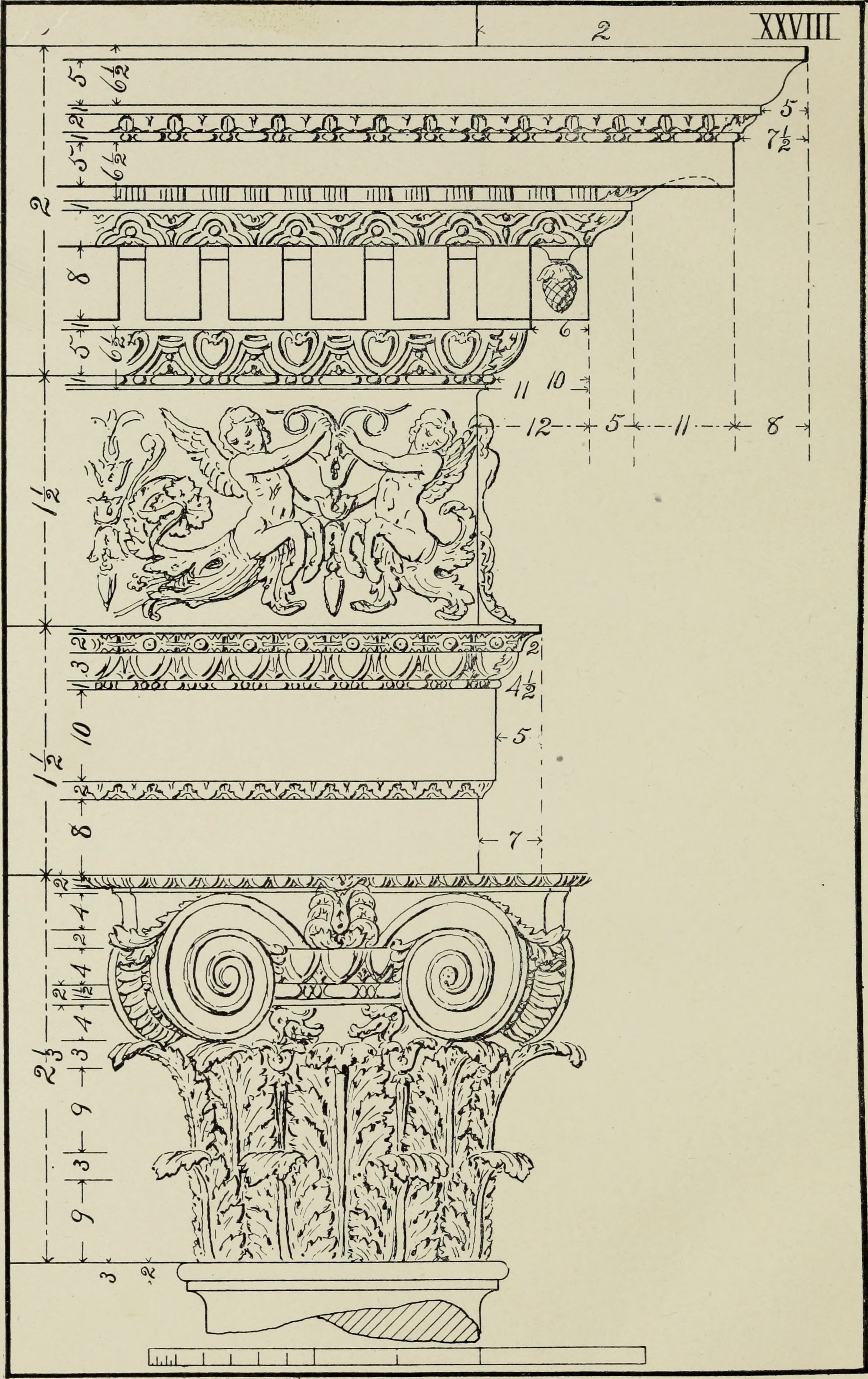
Trabeazione e capitello Compositi, 1889, Jacopo Barozzi da Vignola

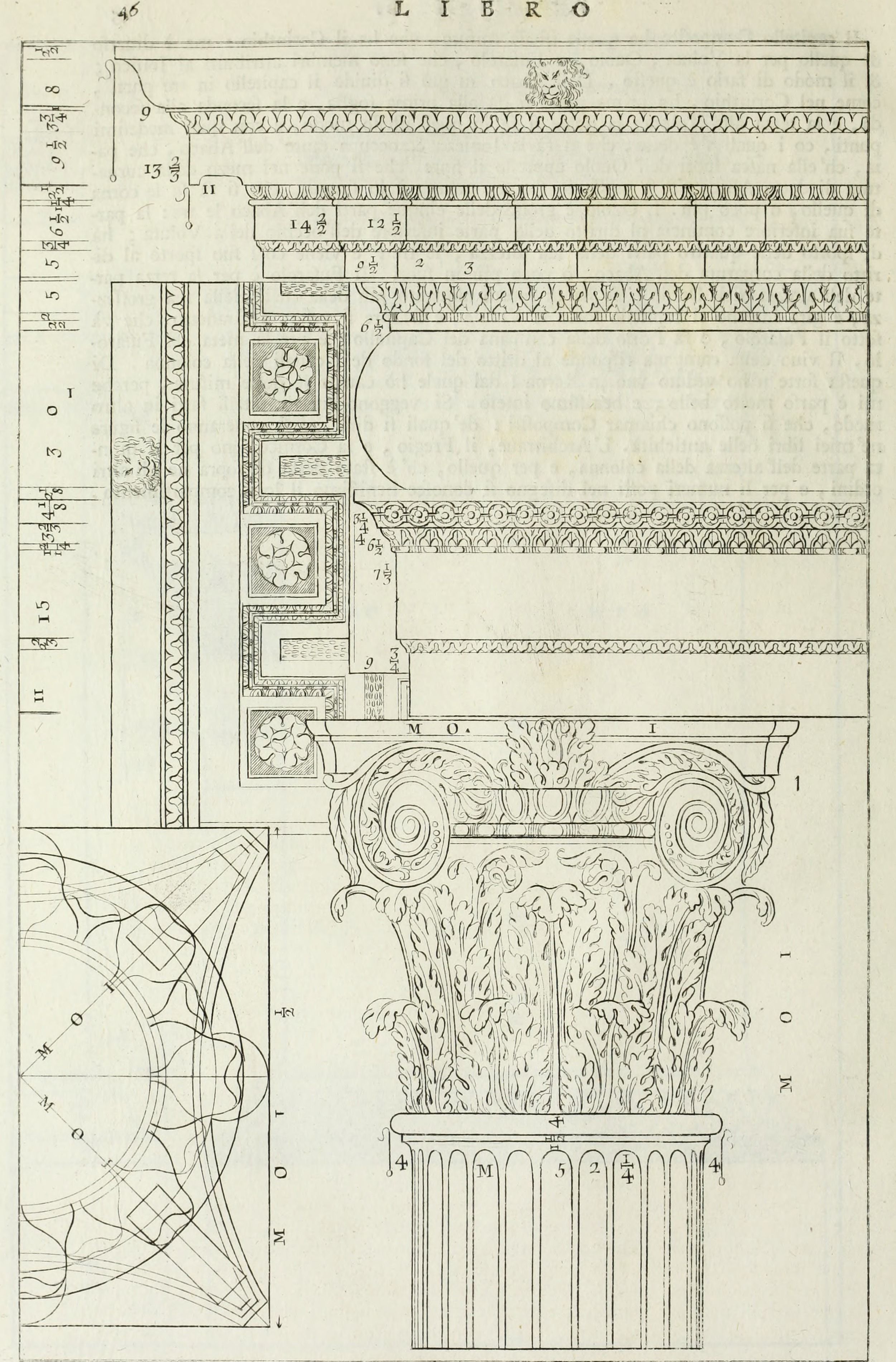
Trabeazione e capitello Compositi, 1771, Andrea Palladio

### Un linguaggio "modulare"
L'opera è una sorta di prontuario che non si limita a sintetizzare e codificare il lessico architettonico classico, ma propone un sistema di calcolo - il modulo e i suoi sottomultipli, i minuti - per agevolare il compito dei costruttori nel progettare e realizzare le loro opere secondo i cinque ordini architettonici. Stabilito il principio universale secondo cui il rapporto:
- tra l'altezza della trabeazione e della colonna è di 1:4,
- tra l'altezza del piedistallo e della colonna è di 1:3,

in base all'ordine che si sceglie di rappresentare non rimane che dividere in parti uguali l'altezza appartenente alla colonna - 14 per il Toscano, 16 per il Dorico e così via fino a 20 per il Composito. Si ottiene così il "modulo", ossia la misura da assegnare al semidiametro del fusto della colonna, attraverso i cui sottomultipli è possibile calcolare le dimensioni degli altri elementi architettonici - ad esempio le modanature - rispettando una regola generale valida per tutti e cinque gli ordini, indipendentemente dalle diverse unità di misura. Tale calcolo modulare rispondeva alle esigenze di un'architettura razionale, basata su relazioni geometriche ben determinate.

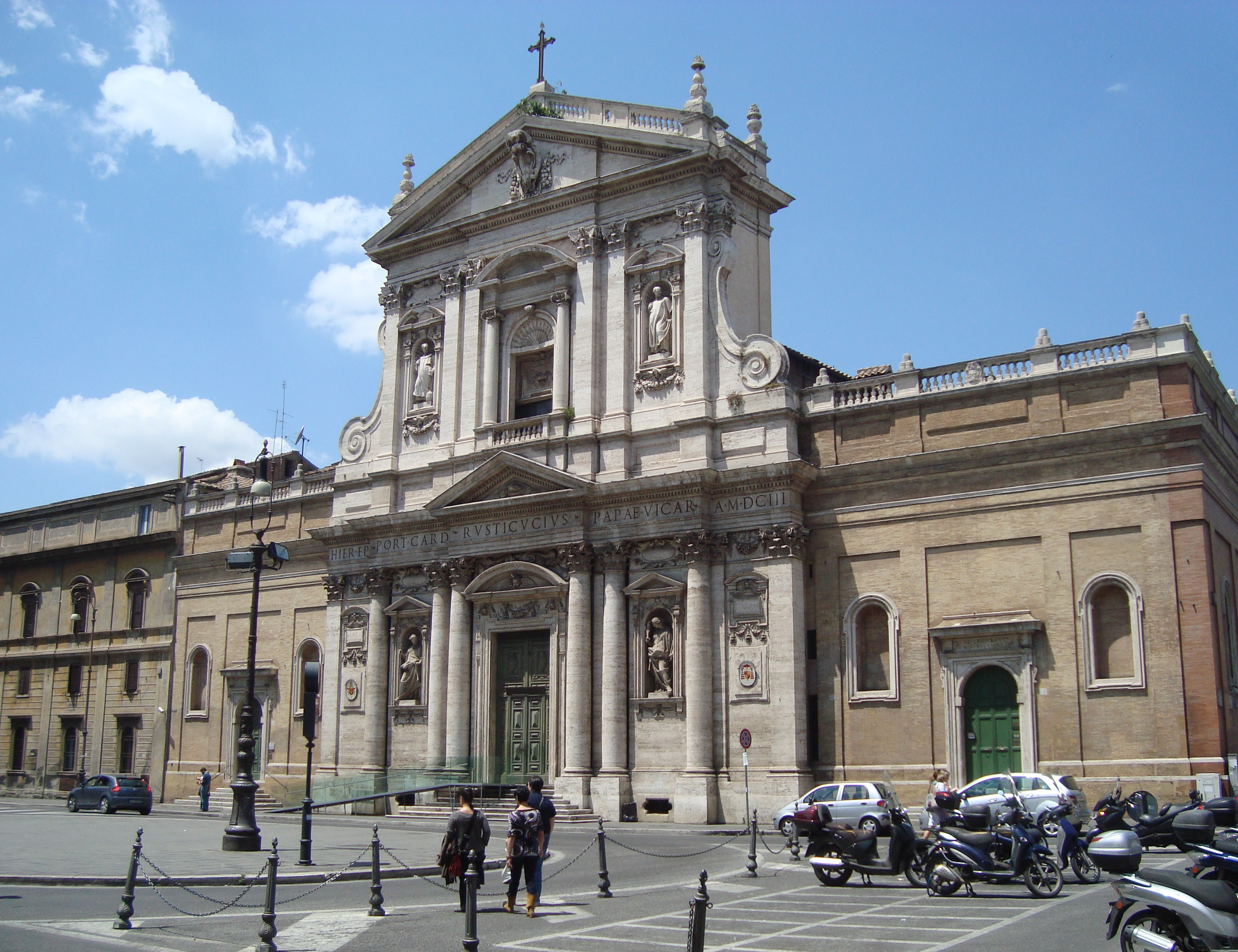
Santa Susanna a Roma, di Carlo Maderno

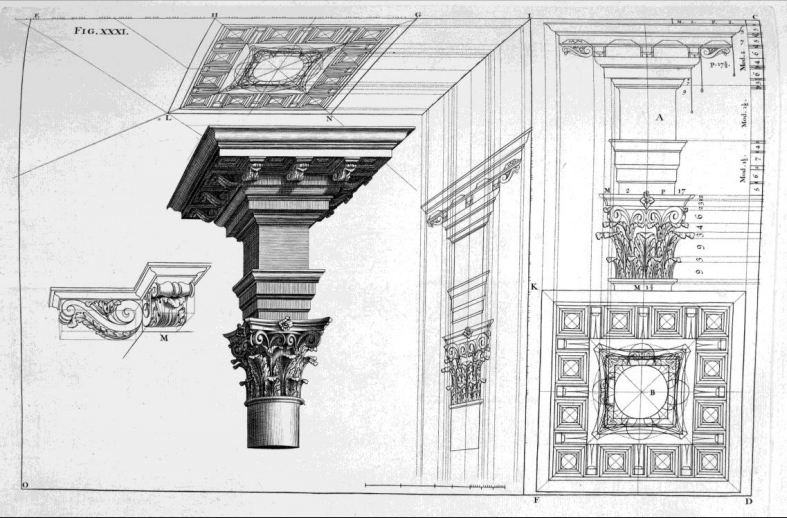
Prospettiva di trabeazione e capitello Corinzi, 1693, Andrea Pozzo

## Fortuna dellaRegola delli cinque ordini d'architettura
Il trattato sugli ordini del Vignola ebbe molto successo, tanto da essere ripubblicato in almeno 250 edizioni - di cui quella di Utrecht del 1629, in ben 4 lingue - nelle quali si trovano spesso ulteriori tavole rappresentanti insigne opere di Michelangelo o di Antonio Labacco. Caratterizzato dalla limpidezza di esposizione, esso si propone la razionalizzazione del linguaggio architettonico attraverso la definizione di una regola proporzionale definitiva - una regola nella quale, dice l'autore, "m'acquetassi" - desunta da un lavoro di sintesi fatto su tutto il corpus degli studi teorici a partire dal '400 e la conoscenza accumulata sui monumenti antichi. Tale lavoro richiese una vera e propria correzione sia della teoria vitruviana che delle soluzioni adottate nei monumenti antichi ancora osservabili. Ormai a definire le regole dell'ordine è l'autorità dell'artista: infatti, le 32 tavole del trattato di Vignola presentano la regola come la soluzione scelta dall'autore fra diverse possibili; inoltre viene aggiunto in appendice il capitello ionico di Michelangelo, la cui bellezza, generata e legittimata dall'autorità e perizia dell'artista, assurge a regola. Il gesuita Andrea Pozzo - pur non disdegnando gli ordini architettonici del Palladio e dello Scamozzi - basò la Perspectiva pictorum et architectorum, la sua "opera magna" sulla prospettiva, sul Vignola.
Di seguito una lista parziale per paese dei progettisti e relativi edifici che hanno ripreso almeno parzialmente la Regola:

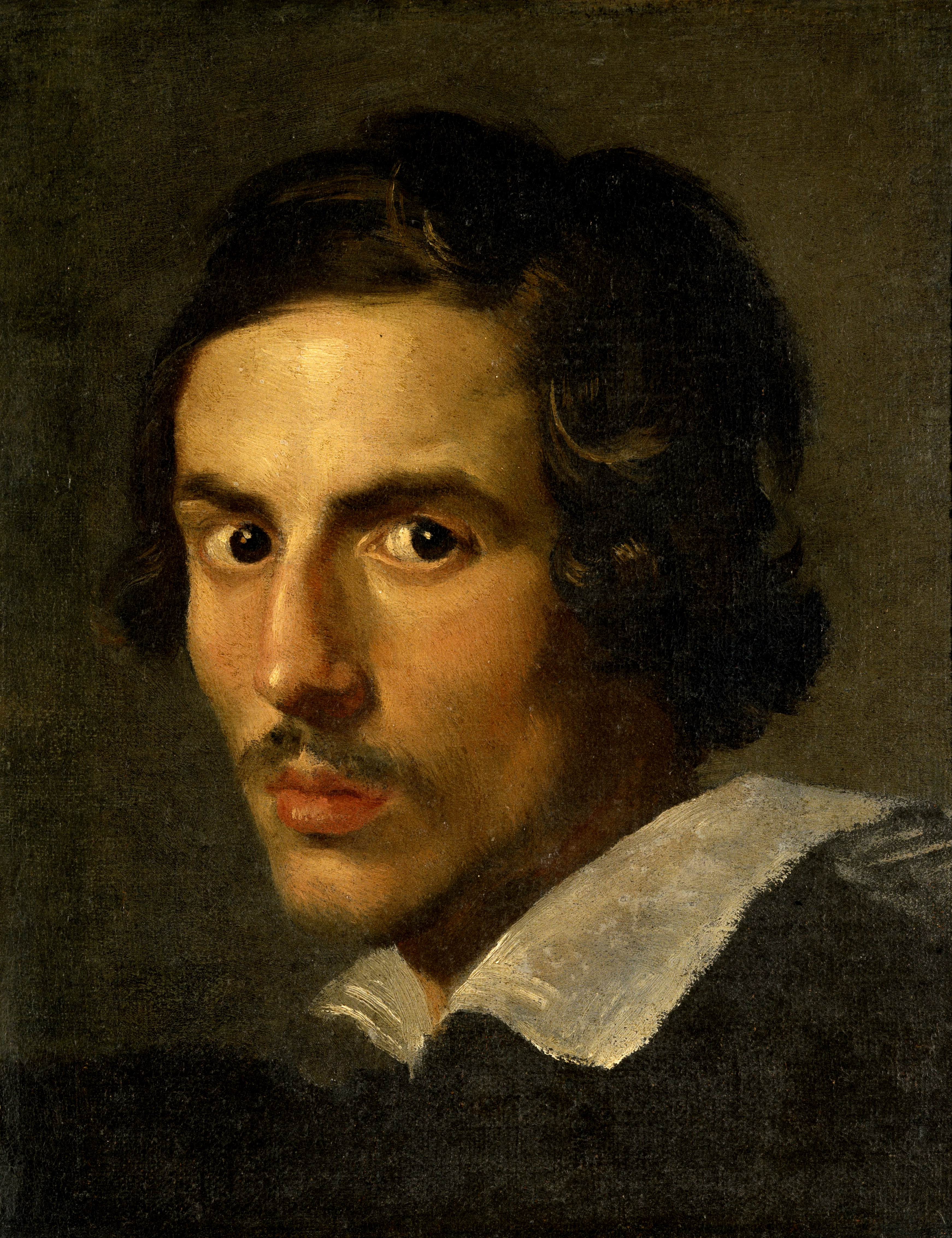
Gian Lorenzo Bernini

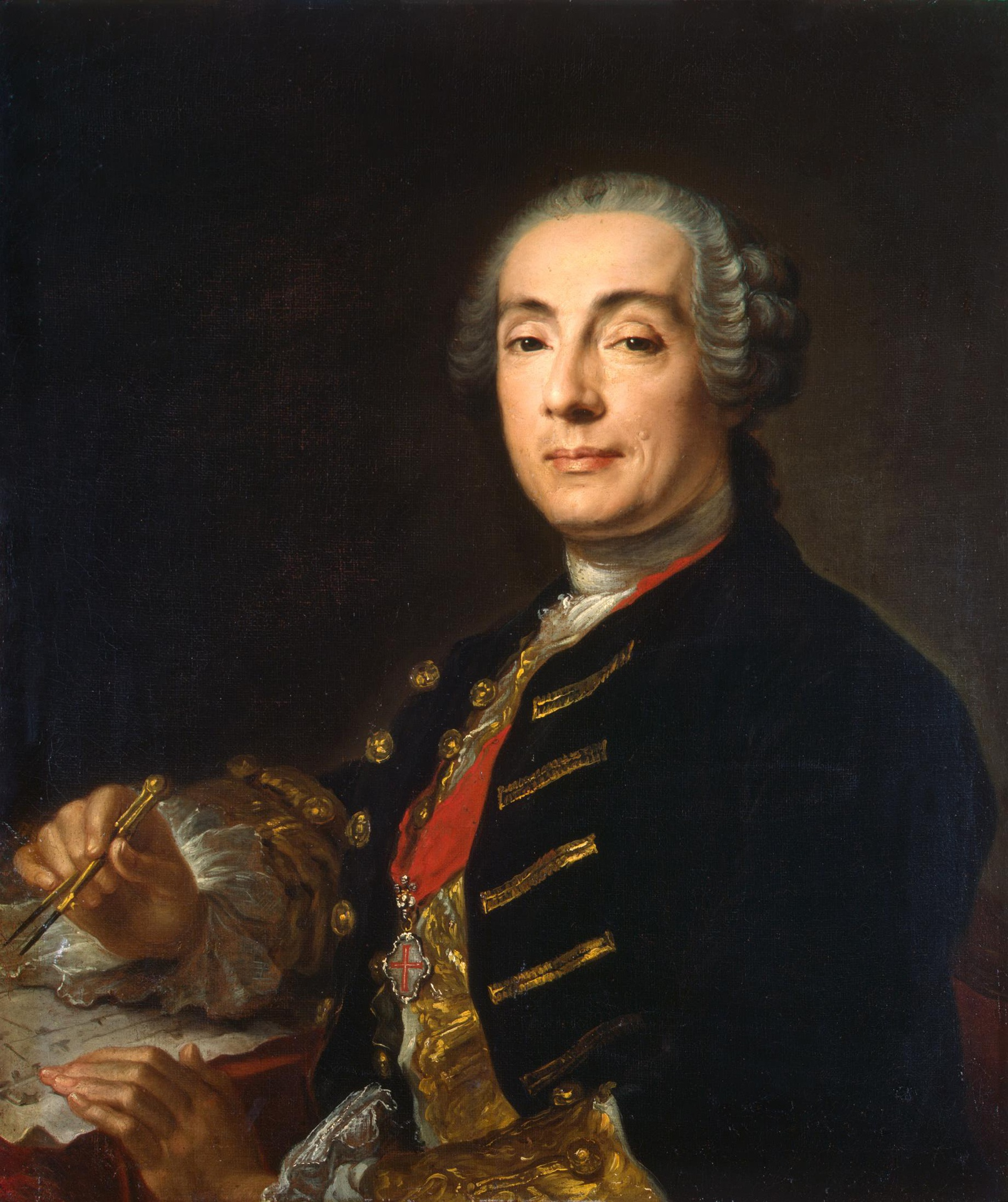
Ferdinando Fuga

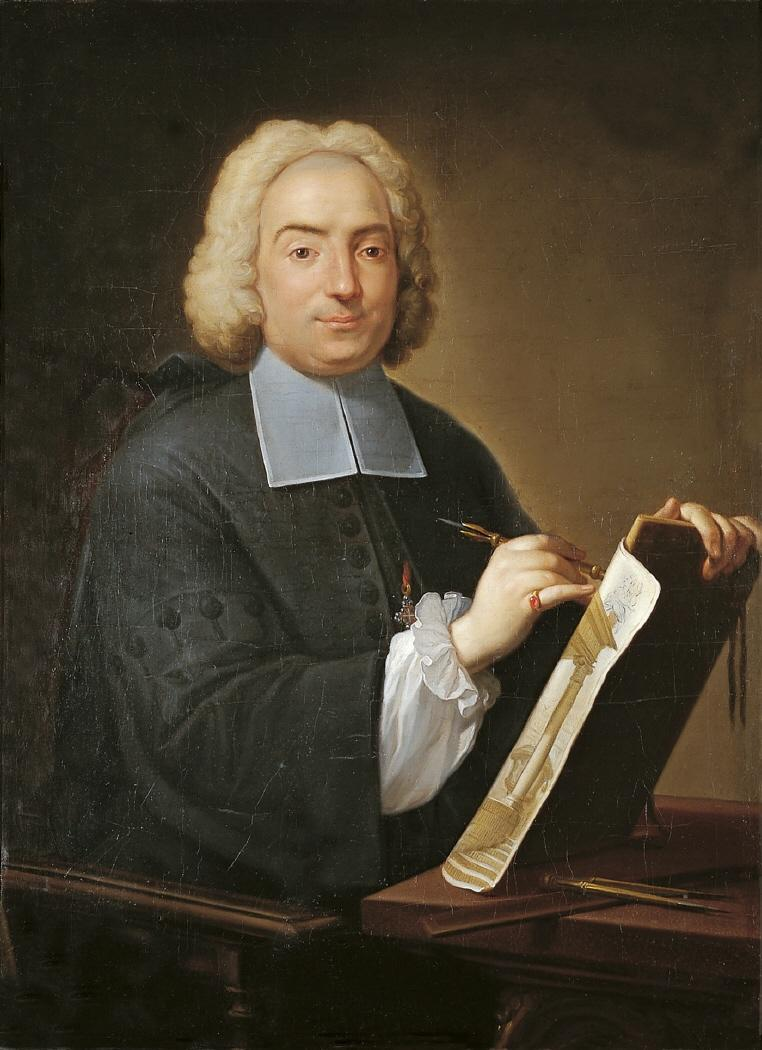
Filippo Juvarra

### Italia
- Giacomo Della Porta (1532-1602): facciata della Chiesa del Gesù (1573-80), facciata, scale e cordonata del Palazzo Senatorio (1573-1602), Santa Maria dell'Orto (1578), Palazzo della Sapienza (1578-1602), Santa Maria dei Monti (1580), Sant'Atanasio (1580-83), San Luigi dei Francesi (1589), Villa Aldobrandini (1598-1621), San Paolo alle Tre Fontane (1599-1601).
- Domenico Fontana (1543-1607): col fratello Giovanni nella Fontana dell'Acqua Felice (1586), Palazzo del Laterano e Scala Santa (1586-88), Palazzi Vaticani (1587), facciata di Santa Maria della Stella (1587), Palazzo Reale di Napoli (1600).
- Carlo Maderno (1556-1629): Santa Susanna (1603), facciata della Basilica di San Pietro in Vaticano (1608-1622).
- Pietro da Cortona (1596-1669): Santi Luca e Martina (1634-64), facciata di Santa Maria della Pace (1656-57), facciata della Basilica di Santa Maria in Via Lata (1658-60).
- Gian Lorenzo Bernini (1598-1680): baldacchino di San Pietro (1624-33), Palazzo Barberini (1625-1633), Piazza San Pietro (1657), Sant'Andrea al Quirinale (1658-1678), Santa Maria in Montesanto (1662-79), Santa Maria Assunta (1663-65).
- Carlo Rainaldi (1611-1691): Santa Maria in Portico in Campitelli (1633-67), facciata di Sant'Andrea della Valle (1661-65), Santa Maria dei Miracoli (1675-79), esterno absidale di Santa Maria Maggiore (tardo XVII secolo).
- Carlo Fontana (1638-1714): Santa Rita da Cascia in Campitelli (1653), completamento di Palazzo Montecitorio (1696), facciata di San Marcello al Corso (1681-1687), ampliamento del Complesso monumentale di San Michele a Ripa Grande (1704).
- Carlo Buratti (1651-1734): interno della Cattedrale di Salerno (1698), Santa Maria del Suffragio (1713), facciata della Cattedrale di San Pancrazio (1720), la Chiesa di Gesù Bambino all'Esquilino (1730).
- Giovanni Battista Foggini (1652-1725): Palazzo Viviani della Robbia (1695), ristrutturazione di Villa Corsini a Castello (1697), San Gregorio Illuminatore (1701-14), ristrutturazione della Chiesa dell'Ex convento di San Francesco de' Macci (1704) e di San Giorgio alla Costa (1705-08), San Ferdinando (1707), Chiesa dell'Addolorata nel Santuario di Montesenario (1717), facciata della Chiesa della Santissima Annunziata (metà del XVIII secolo).
- Francesco Fontana (1668-1708): Palazzo Panciatichi (1692-97), Basilica dei Santi XII Apostoli (1702-08), Santa Maria del Suffragio (1701-28).
- Ferdinando Ruggieri (1691-1741): facciata del complesso di San Firenze (1715), ristrutturazione di Santa Felicita (1735), Palazzo di Gino Capponi (1736-41), Palazzo Bastogi e campanile di San Lorenzo (1740).
- Ferdinando Fuga (1699-1782): facciata della Basilica di Santa Cecilia (1725), Palazzo della Consulta 1732-37, Palazzo Corsini alla Lungara (1736), Santa Maria dell'Orazione e Morte (1737), facciata della Basilica di Santa Maria Maggiore (1741-43), Coffee House del Quirinale (1741-44), Basilica di Sant'Apollinare (1742-48), Real Albergo dei Poveri (1751), Villa Favorita (1762-92), Teatrino di corte (1768), Palazzo Giordano e d'Aquino di Caramanico (1775-80), Chiesa dei Girolamini (1780).
- Ferdinando Sanfelice (1675-1748): Santa Maria della Mercede (1706-15), Santa Maria della Purità (1710-24), Palazzo Serra di Cassano (1718), Santa Maria Succurre Miseris e Palazzo Pignatelli di Monteleone (1720), Palazzo Sanfelice (1724-28), facciata della Cattedrale di Nardò (1725), Palazzo di Majo (1726), portale di Palazzo Filomarino (1731), Santa Maria del Faro (1737), Palazzo dello Spagnolo (1738), facciata della Basilica di San Lorenzo Maggiore (1742).
- Filippo Juvarra (1678-1736): Castello di Rivoli (1716), Sant'Uberto (1716-29), Basilica di Superga (1717-31), Palazzo Madama (1721), Granja de San Ildefonso (1721-39), altare dei santi Fermo, Rustico e Procolo (1731), Chiesa della Madonna del Carmine (1732-36).
- Luigi Vanvitelli (1700-73): Lazzaretto di Ancona (1733), Basilica di Santa Maria della Misericordia (1736-41), Arco Clementino (1738), Chiesa del Gesù (1743), Reggia di Caserta (1752-74), Foro Carolino (1757-65), Basilica della Santissima Annunziata Maggiore (1757-82), Palazzo Jona-Millo (1759-70).
- Bernardo Antonio Vittone (1704-1770): Palazzo del Collegio delle Province (1739), Santa Chiara (1742-45), Santa Chiara (1742-48), Santa Maria Assunta (1751-70).
- Giuseppe Astarita (1707-1775): Santa Maria dei Vergini (1745), Sant'Anna (1751), San Pietro Martire (1755), San Raffaele (1759), facciata della Basilica di San Paolo Maggiore (1773).

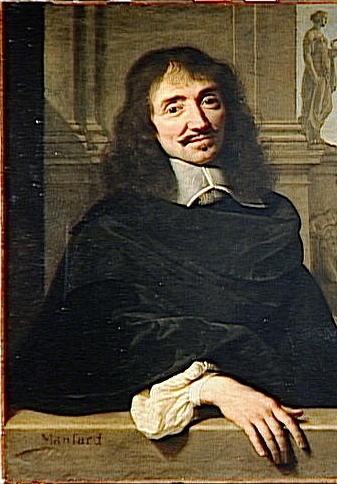
François Mansart

### Francia
- Salomon de Brosse (1571-1626): Palazzo del Lussemburgo (1615-31), Santi Gervasio e Protasio (1616-20), Palazzo del Parlamento di Bretagna (1618-55).
- Jacques Lemercier (1585-1654): città ideale di Richelieu (1631-42), Palais-Royal (1633-39), Sorbona (1635-42).
- François Mansart (1598-1666): Temple du Marais (1632-34), ala Orléans del Castello di Blois (1635-38), Castello di Maisons-Laffitte 1642-46), Chiesa del Val-de-Grâce (1645-67).
- Louis Le Vau (1612-70): Hôtel Lambert (1640-44), Castello di Vaux-le-Vicomte (1656-61), Collège des Quatre-Nations (1662-70), Reggia di Versailles (1664-72).
- Claude Perrault (1613-88): Osservatorio di Parigi (1667-71), facciata orientale del Louvre (1667-1672).
- Nicolas François Blondel (1618-86): pianificazione della città di Rochefort (1666), Porte Saint Denis (1672), Porte Saint Martin (1674), Arsenale di Berlino (1685).
- Jules Hardouin Mansart (1646-1708): Castello di Clagny (1674), Cappella reale degli Invalidi (1676-1706), Place Vendôme (1699).
- Robert de Cotte (1656-1735): Castello di Poppelsdorf (1715-35), Palais épiscopal de Strasbourg (1728-41).
- Germain Boffrand (1667-1754): Hôtel de Soubise (1705-09).
- François de Cuvilliés (1695-1768), Castelli di Augustusburg e Falkenlust (1728), Amalienburg (1734-39).
- Emmanuel Héré de Corny (1705-63): Notre-Dame-de-Bonsecours (1737-41), Saint-Jacques de Lunéville (1745), Palais du Gouvernement (1751-53), Place Stanislas (1751-55), Arc Heré (1753-55).

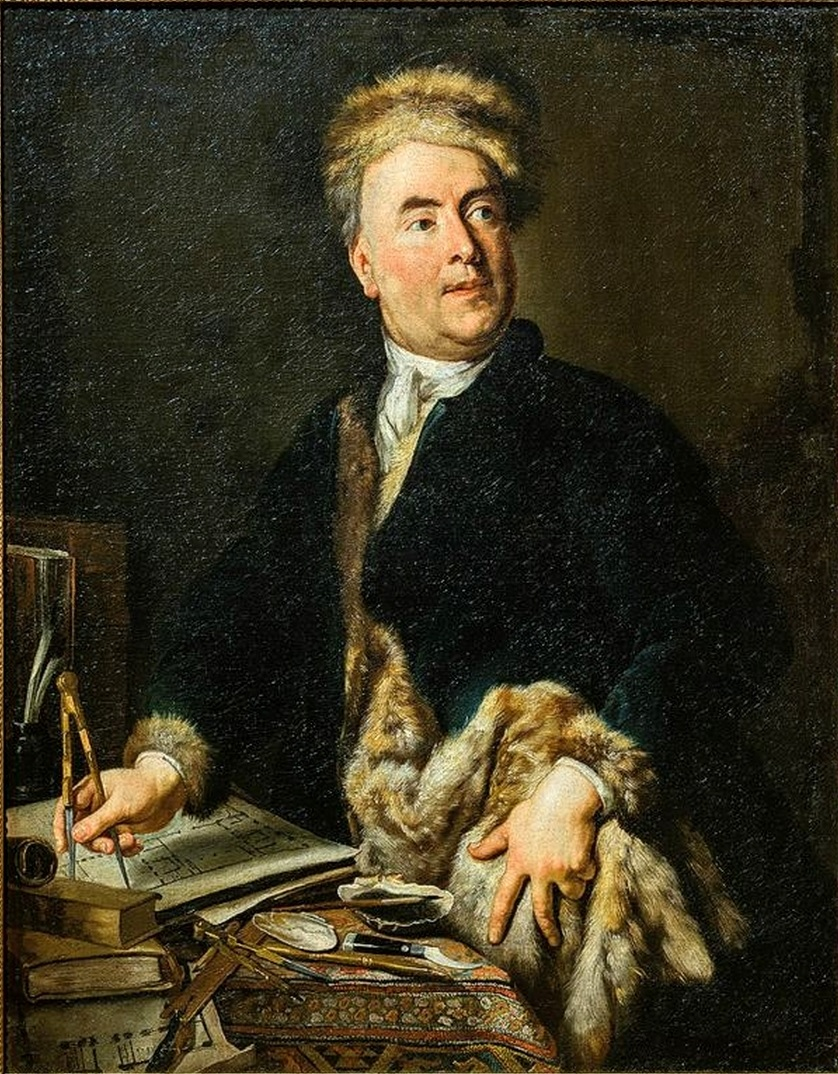
Johann Lucas von Hildebrandt

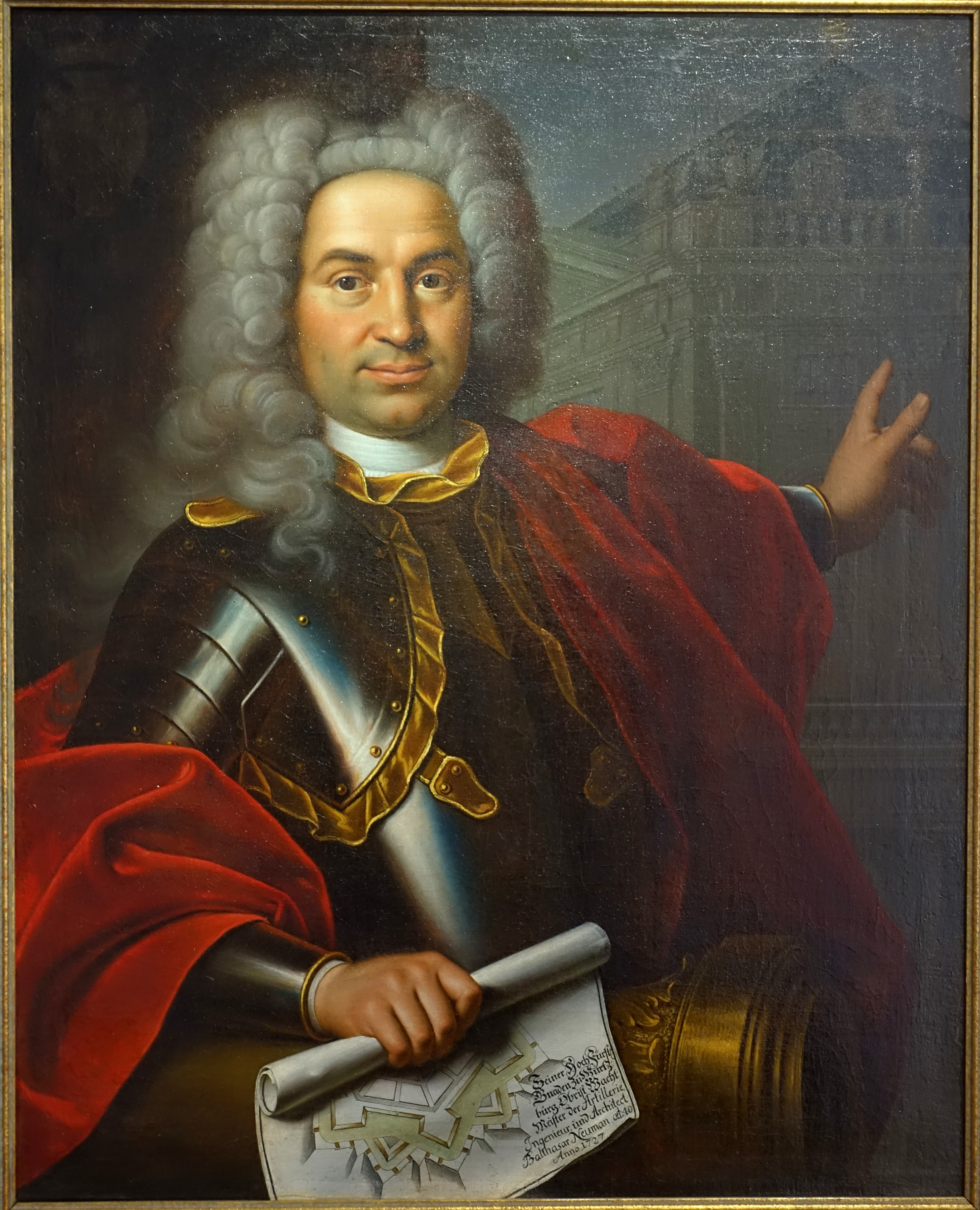
Johann Balthasar Neumann

### Germania e Austria
- Johann Bernhard Fischer von Erlach (1656-1723): Colonna della Peste 1683-93), Chiesa della Trinità (1694-1702), Kollegienkirche (1694-1702), Palazzo di Schönbrunn (1696-1780), Palazzo d'Inverno del Principe Eugenio (1697-1724), Palazzo Schönborn-Batthyány (1699-1706), castello di Klessheim (1700-1732), Palazzo Trautson (1710-12), Palazzo Clam-Gallas (1713-19), Cappella degli Elettori (1716-24), Karlskirche (1716-37).
- Jakob Prandtauer (1660-1726): Abbazia di Melk (1702-1736), Chiesa delle Carmelitane (1712), Basilica di San Michele (1718-1732), interno del Duomo di Sankt Pölten (1721).
- Matthäus Daniel Pöppelmann (1662-1736): Zwinger (1714-32), Palazzo giapponese (1715-31), Chiesa dell'Epifania (1732-39).
- Johann Dientzenhofer (1663-1726): Duomo di Fulda (1704-12), Monastero di Banz (1707-19), Castello di Weißenstein (1711-18), facciata della Collegiata di Neumünster (1711-19).
- Johann Lucas von Hildebrandt (1668-1745): Palazzo Schwarzenberg (1697-1715), Basilica Maria Treu (1698-1719), facciata e cupola di San Pietro (1701-33), completamento del Palazzo d'Inverno del Principe Eugenio (1702-24), Belvedere Inferiore (1712-17), Belvedere Superiore (1717-23), Palazzo Kinsky (1713-19), castello di Hof (1726).
- Johann Kaspar Herwarthel (1675-1720): Palazzo Dalberg (1718-20), Castello di Mannheim (1720-60), Sant'Agostino (1768-1771).
- Johann Balthasar Neumann (1687-1753): Residenza di Würzburg 1720-44, scalone d'onore nel Castello di Bruchsal (1731), interni della Basilica di San Paolino (1734-57), completamento del Castello di Poppelsdorf (1735-56), scalone d'onore nel Castello di Augustusburg (1740-46), Santuario dei Quattordici Santi (1743-72), chiesa abbaziale di Neresheim (1747-92).
- Egid Quirin Asam (1692 circa-1750): interno del Duomo di Frisinga (1724), interno della Chiesa dello Spirito Santo (1724-30), Santa Maria della Vittoria (1732-34), Asamkirche (1733-46), interno della Chiesa conventuale di Sant'Anna nel Lehel (1737), interno della Chiesa abbaziale di Fürstenfeld (1741).
- Johann Michael Fischer (1692-1766): Chiesa conventuale di Sant'Anna nel Lehel (1727-33), San Michele (1735-51).

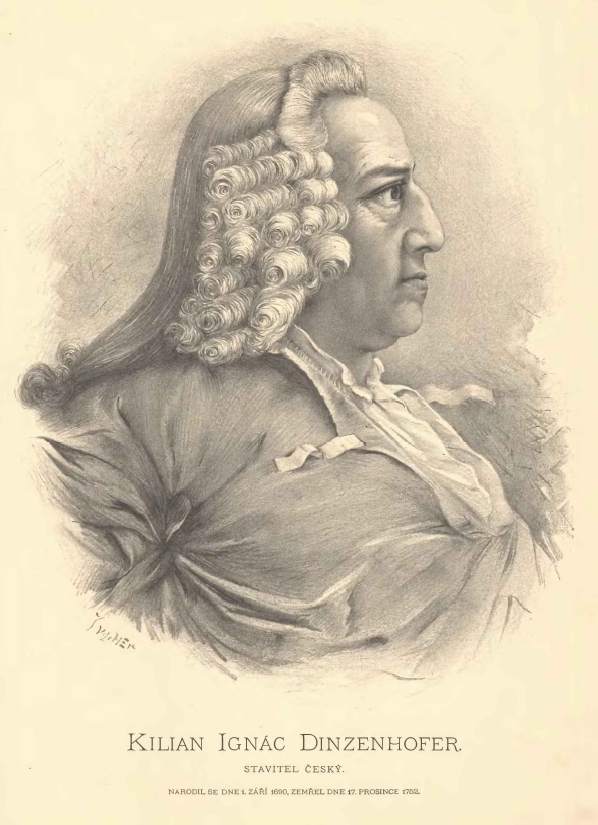
Kilian Ignaz Dientzenhofer

### Repubblica Ceca
- Carlo Lurago (1615-1684): Clementinum (1653-1660), Sant'Ignazio (1655-1677), Santuario di Maria Taferl (1660-1710), Duomo di Passavia (1668-1693).
- Francesco Caratti (1620 circa-1677): cupola e portico di San Salvatore (1648-59), Palazzo Černín (1669-1747).
- Jean Baptiste Mathey (1630-1695): Palazzo Arcivescovile (1676-94), San Francesco d'Assisi e Castello di Troja (1679-85), Santa Croce (1687-91), Palazzo Toscano (1690), Chiesa dell'Assunzione di Maria (1694-1700).
- Christoph Dientzenhofer (1655-1722): progetto di San Nicola in Malá Strana (1673-1722), Chiesa abbaziale di Břevnov (1708-40), Basilica della Visitazione (1723).
- Kilian Ignaz Dientzenhofer (1689-1751): Villa Amerika (1712-20), completamento di San Nicola in Malá Strana (1722-1761), San Nicola in Staré Město (1727-39), San Giovanni sulla Roccia (1727-39), Cattedrale dei Santi Cirillo e Metodio (1730-36), Santa Maria Maddalena (1732-36), facciata del Convento di Loreto (1741-46), Palazzo Kinsky (1755-65).

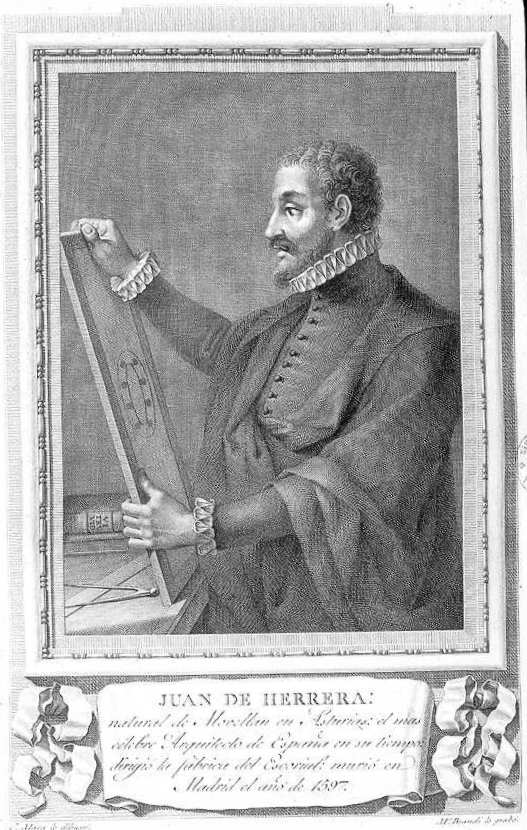
Juan de Herrera

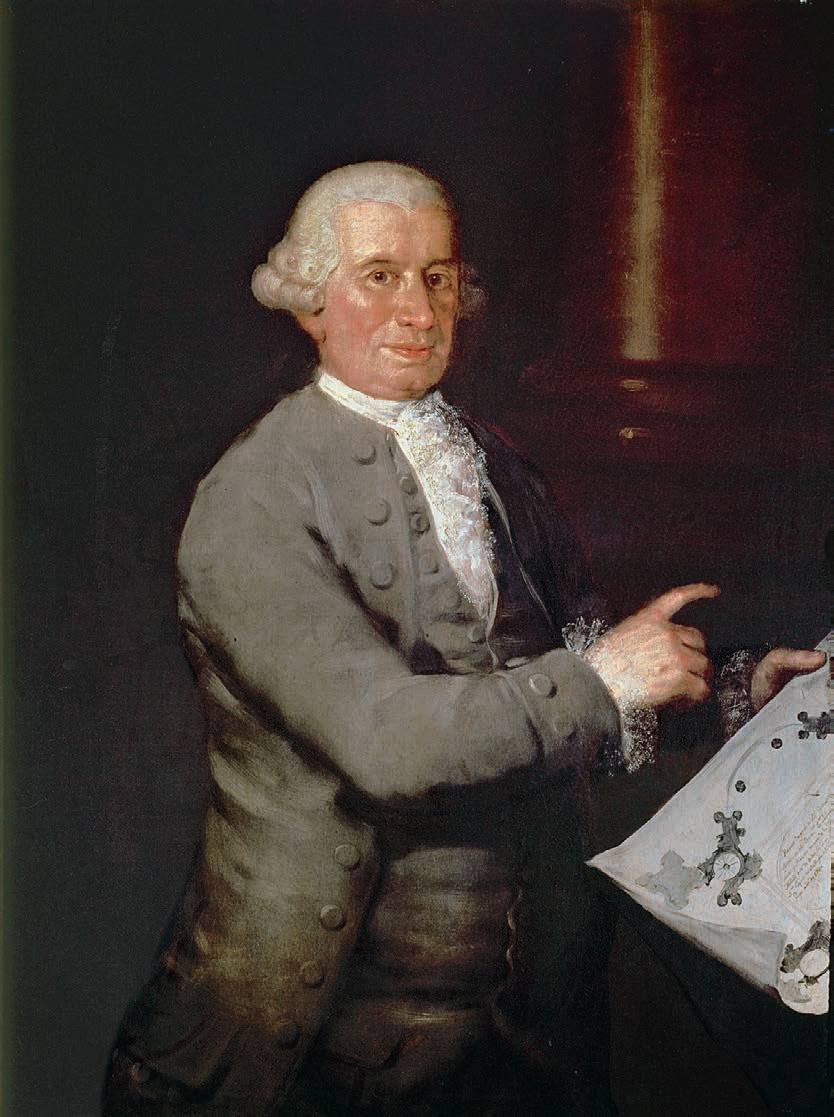
Ventura Rodríguez

### Spagna e vicereami
- Pedro Machuca (1485-1550): Palazzo di Carlo V (1526).
- Juan Bautista de Toledo (1515 circa-1567): Monastero dell'Escorial (1563-1567), Palazzo reale di Aranjuez (1569).
- Juan de Herrera (1530-97): completamento del Real Alcázar di Madrid e dell'Alcázar di Toledo (tardo XVI secolo), completamento dell'Escorial (1567-1584), Archivio Generale delle Indie (1584-1629), Cattedrale di Valladolid (1589-1668).
- Alonso Carbonel (1583-1660): Palazzo Santa Cruz a Madrid (1627), Palazzo del Buen Retiro (1632), Monastero dell'Immacolata Concezione a Loeches (1635), Palazzo della Zarzuela (1637).
- Juan Gómez de Mora (1586-1648): Convento de San Gil (1613), Plaza Mayor, Cava de San Miguel (1617-1619), Casa de la Panadería (1617-1619), Municipio (1644), Real Monasterio de Santa Isabel (1639-1648), Nuestra Señora del Loreto (1641-1648), ristrutturazione del coro del Monastero de las Descalzas Reales e del Colegio de los Ingleses, Palacio de los Consejos a Madrid, Cattedrale della Maddalena a Getafe, Patio de Santo Tomás de Villanueva e Monastero di San Bernardo ad Alcalá de Henares.
- Francisco Bautista (1594-1679): Collegiata di Sant'Isidoro (1620-64), Sant'Ildefonso (1629).
- Alonso Cano (1601-1667): facciata della Cattedrale di Granada (1665).
- José Benito de Churriguera (1665-1725): altare maggiore nella chiesa del Convento di San Esteban, Municipio e collegio dei Gesuiti a Salamanca (1692), San Sebastian, San Cayetano e San Thomas a Madrid, Palazzo Goyeneche a Madrid, Palazzo Goyeneche, chiesa e giardini a Nuevo Baztán (1709-1713), cappella del Sagrario nella Cattedrale di Segovia, altare maggiore nella cattedrale di Palencia.
- Francisco Hurtado Izquierdo (1669-1725): Sancta Sanctorum della Certosa di Granada (1704-1720), cappella nel monastero di Santa María de El Paular, retablo di San Giacomo nella cattedrale di Granada, Ospedale del Cardinale Salazar a Cordova, Chiesa del Tabernacolo a Granada.
- Ventura Rodríguez Tizón (1717-1785): Basilica di Nostra Signora del Pilar (1750), Convento de los Agustinos Filipinos di Valladolid, Collegio di Chirurgia di Barcellona (1761), Plaza Mayor di Avila, Ospedale Generale di Madrid, il Sacrario della Cattedrale di Jaén (1761-1764), Municipio di Haro (1769), bagni di Las Caldas de Oviedo (1773), sanatorio di Trillo (1775), carcere di Brihuega, chiesa di Larrabetzu, Palazzo di Boadilla del Monte, Palazzo di Almanzora, facciata della cattedrale di Pamplona (1783).
- Domingo de Petrés (1759-1811): Cattedrale dell'Immacolata Concezione a Santa Fe de Antioquia (1797-1837), Osservatorio astronomico nazionale della Colombia (1802-1803), Cattedrale della Santissima Trinità e Sant'Antonio di Padova (1805-1916), Cattedrale dell'Immacolata Concezione a Bogotà (1807-1823).

### Portogallo
- Baltazar Álvares (1560-1630): Sé Nova de Coimbra (1598-1640).
- João Antunes (1643-1712): Chiesa di Santa Engrácia (1682), Igreja do Menino Deus (1711-1737).
- João Frederico Ludovice (1670-1752): Palazzo Nazionale di Mafra (1717-1750), ristrutturazione del Paço da Ribeira e della Cattedrale di Lisbona, altare maggiore della Cattedrale di Évora, di São Vicente de Fora e di São Domingos a Lisbona.
- Carlos Mardel (1695-1763): Acquedotto delle Acque Libere (1732), Palazzo del Marchese di Pombal (1759-1763), Fontana della Speranza (1752-68).
- Niccolò Nasoni (1691-1773): Palazzo di Mateus (1739-43), Chiesa dei Clerici (1732) e Torre dei Chierici (1754-63), Palazzo episcopale di Porto (1734), Palácio do Freixo (1742-54), Chiesa di Bom Jesus de Matosinhos (1743-47), Casa del Terzo Ordine di San Francesco (1746-52), Chiesa di Nostra Signora della Speranza (1746-63), Chiesa della Misericordia (1748)), Chiesa del Carmelo (1754-60), Chiesa del Terzo Ordine dei Carmelitani (1756-59).
- Mateus Vicente de Oliveira (1706-1785): Palácio Real de Queluz (1747), Santo António de Lisboa (1767), Basílica da Estrela (1779-90).
- Eugénio dos Santos (1711-60): Praça do Comércio e Arco da Rua Augusta (1775).
- André Soares (1720-1769): Capela de Nossa Senhora da Agonia (1751-55), Palácio do Raio (1754-55), Santa Maria Maddalena (tardo XVIII secolo).
- Carlos Amarante (1748-1815): Santuario del Bom Jesus do Monte (1784-1811), Università di Porto (1807), Palazzo di Brejoeira (1834), Chiesa della Trinità e San Marco (tardo XVIII secolo).

## Galleria d'immagini

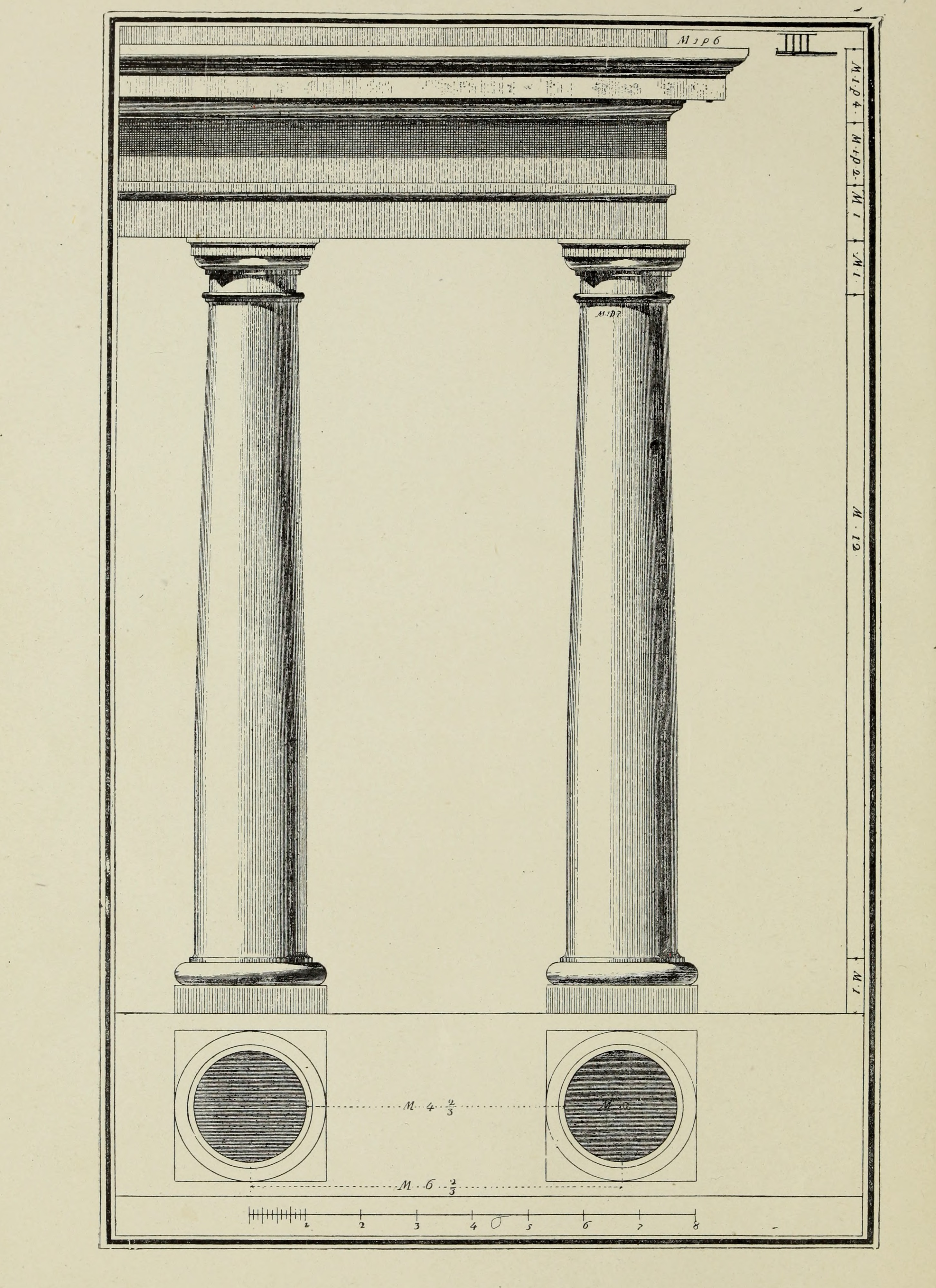
Intercolunnio Toscano
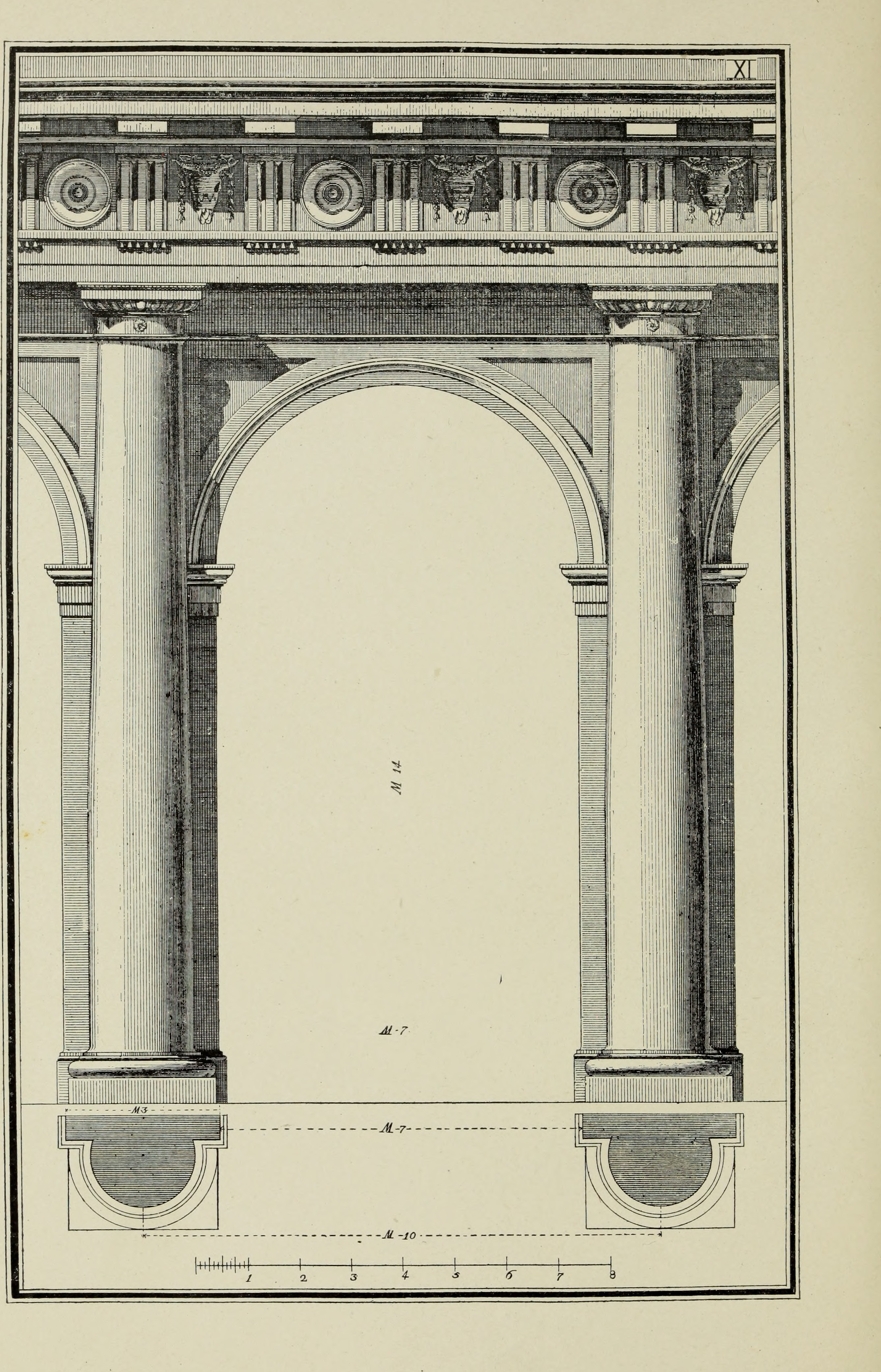
Arco Dorico
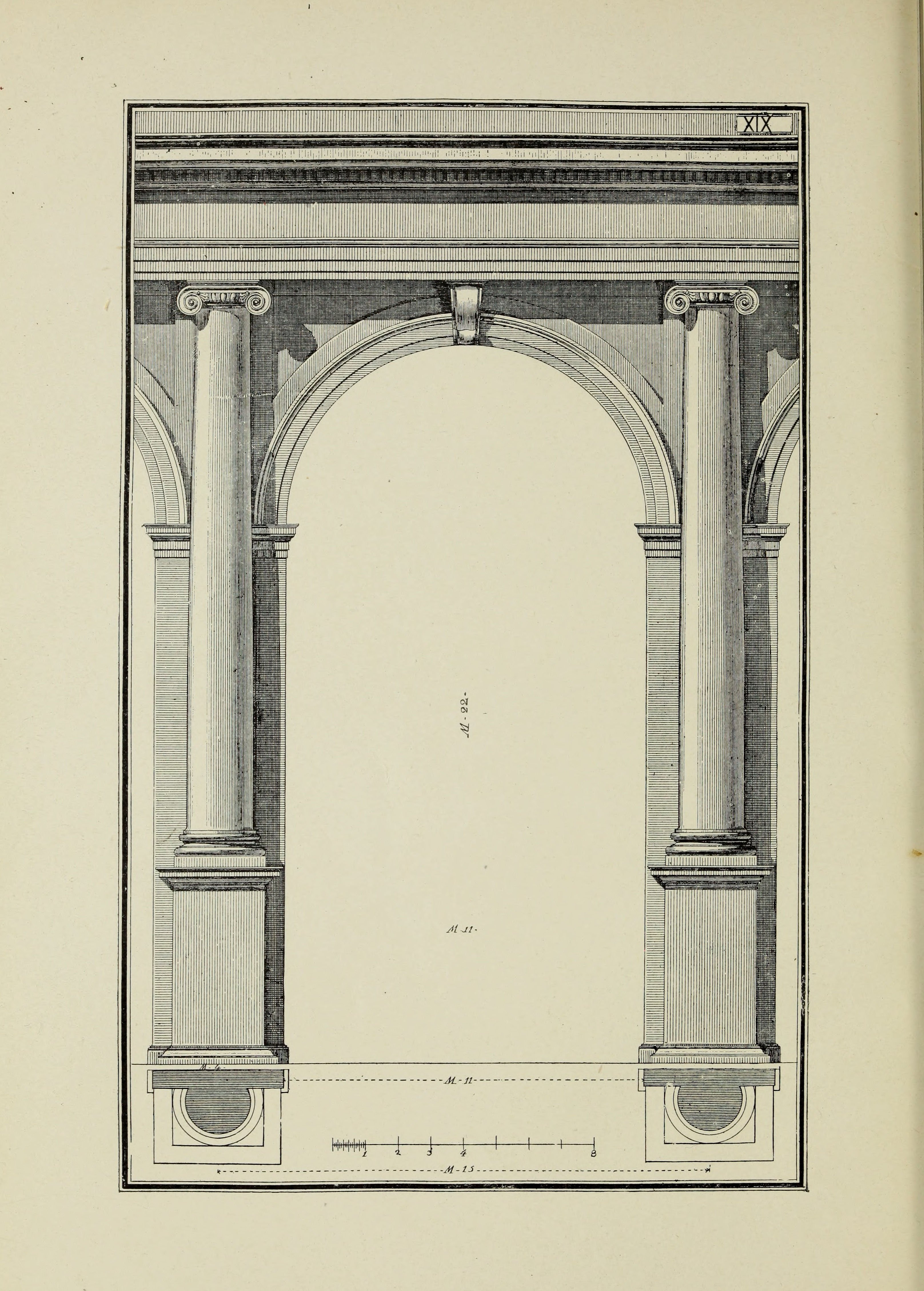
Arco su piedistalli Ionico
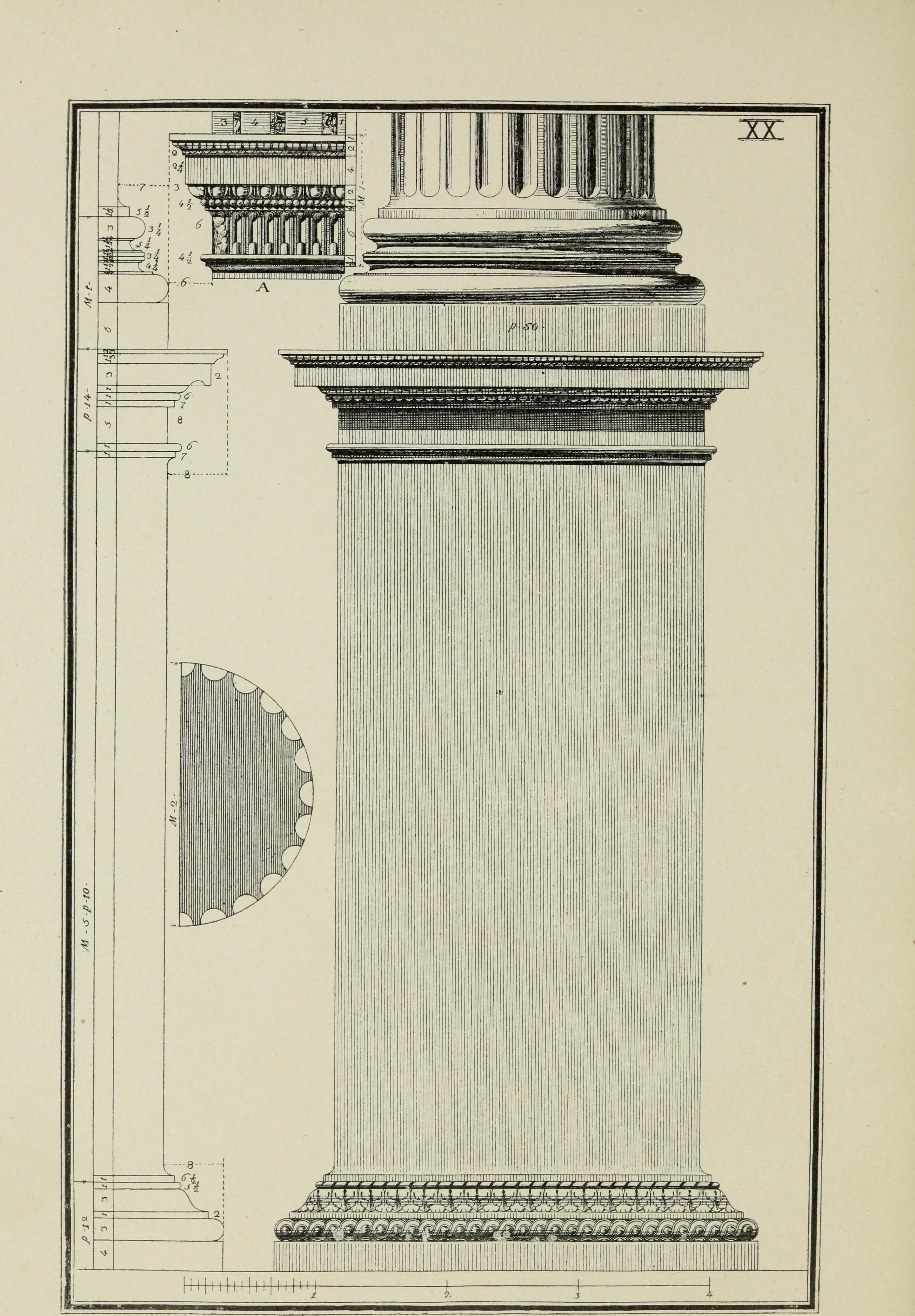
Piedistallo Corinzio
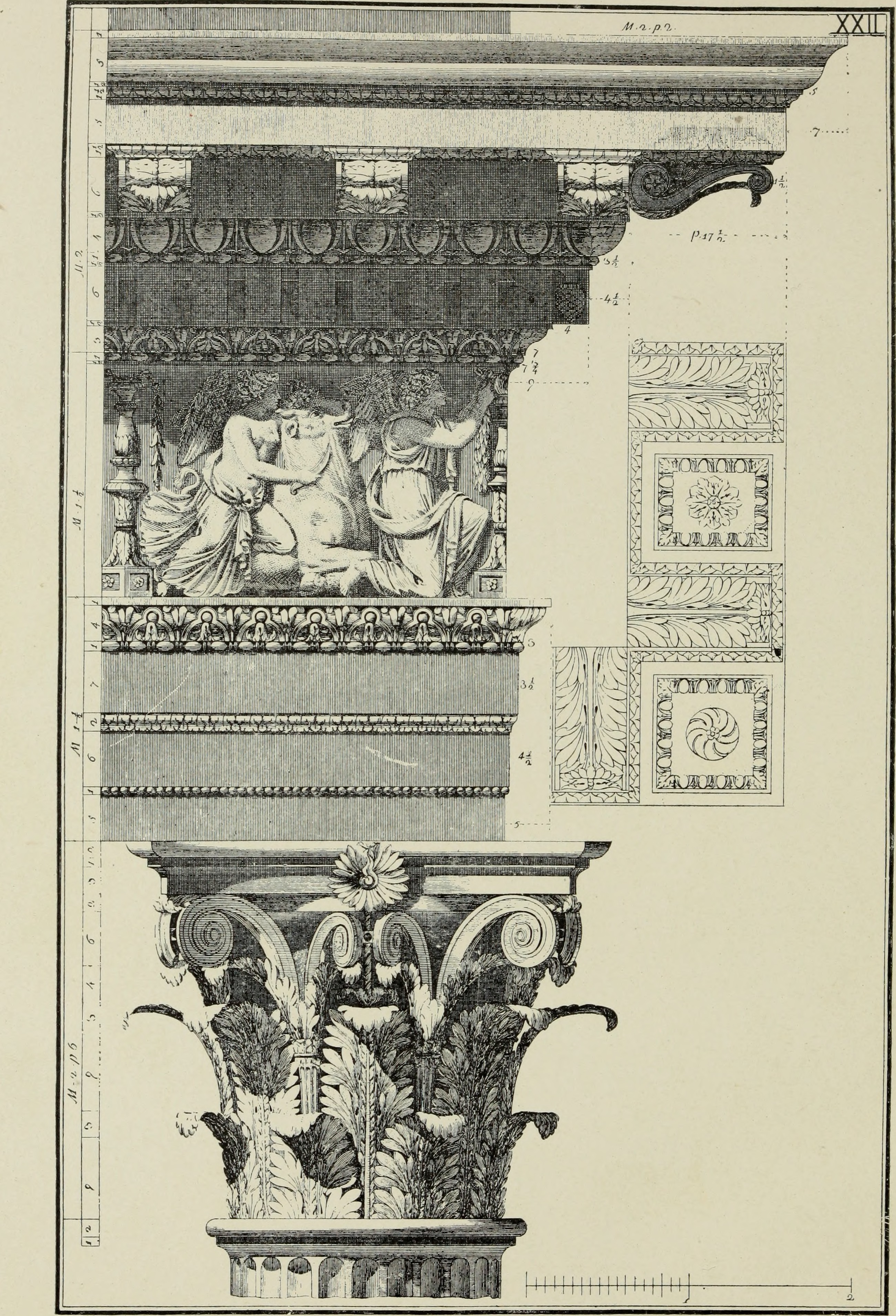
Trabeazione Corinzia
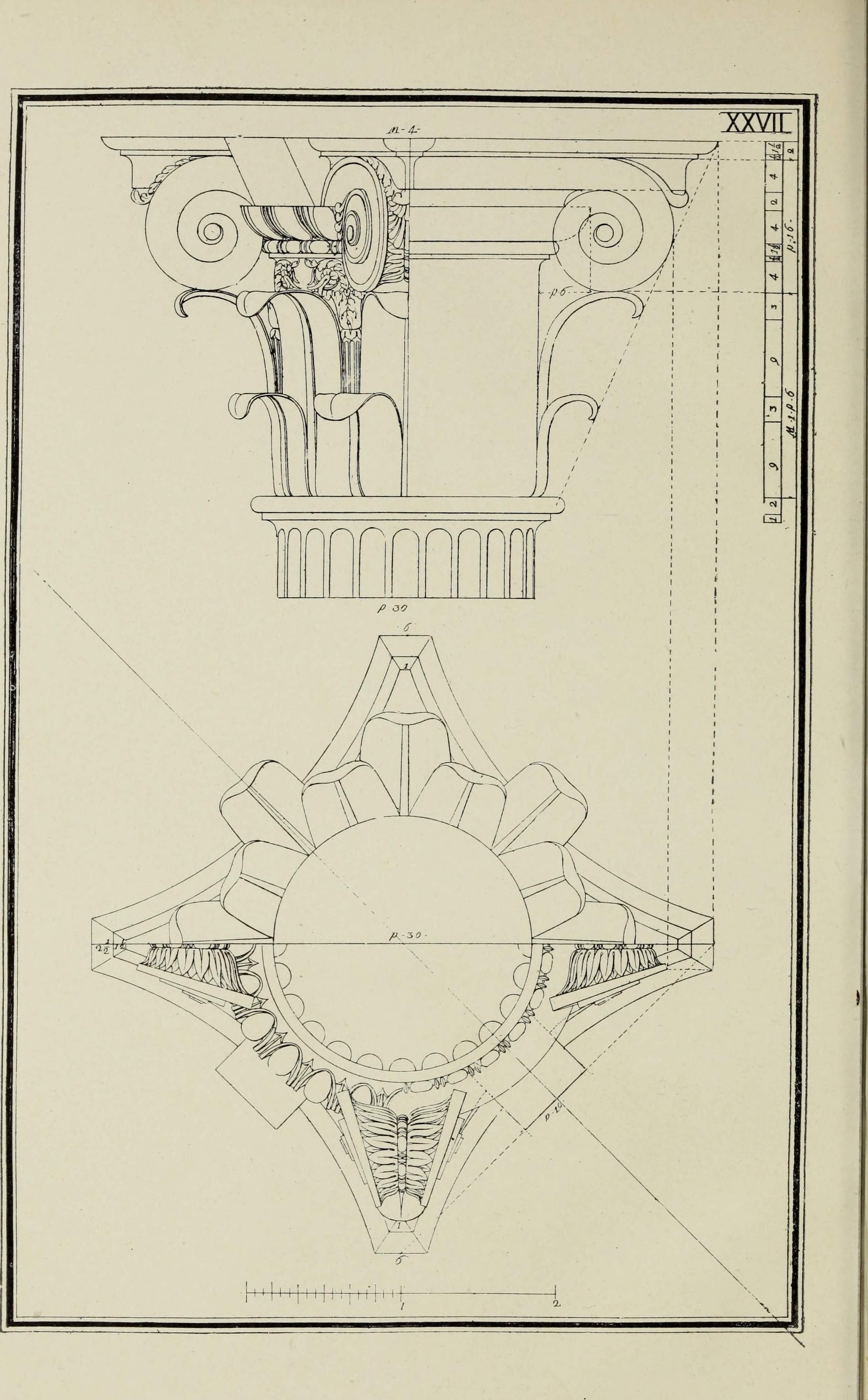
Vista diagonale di capitello Composito
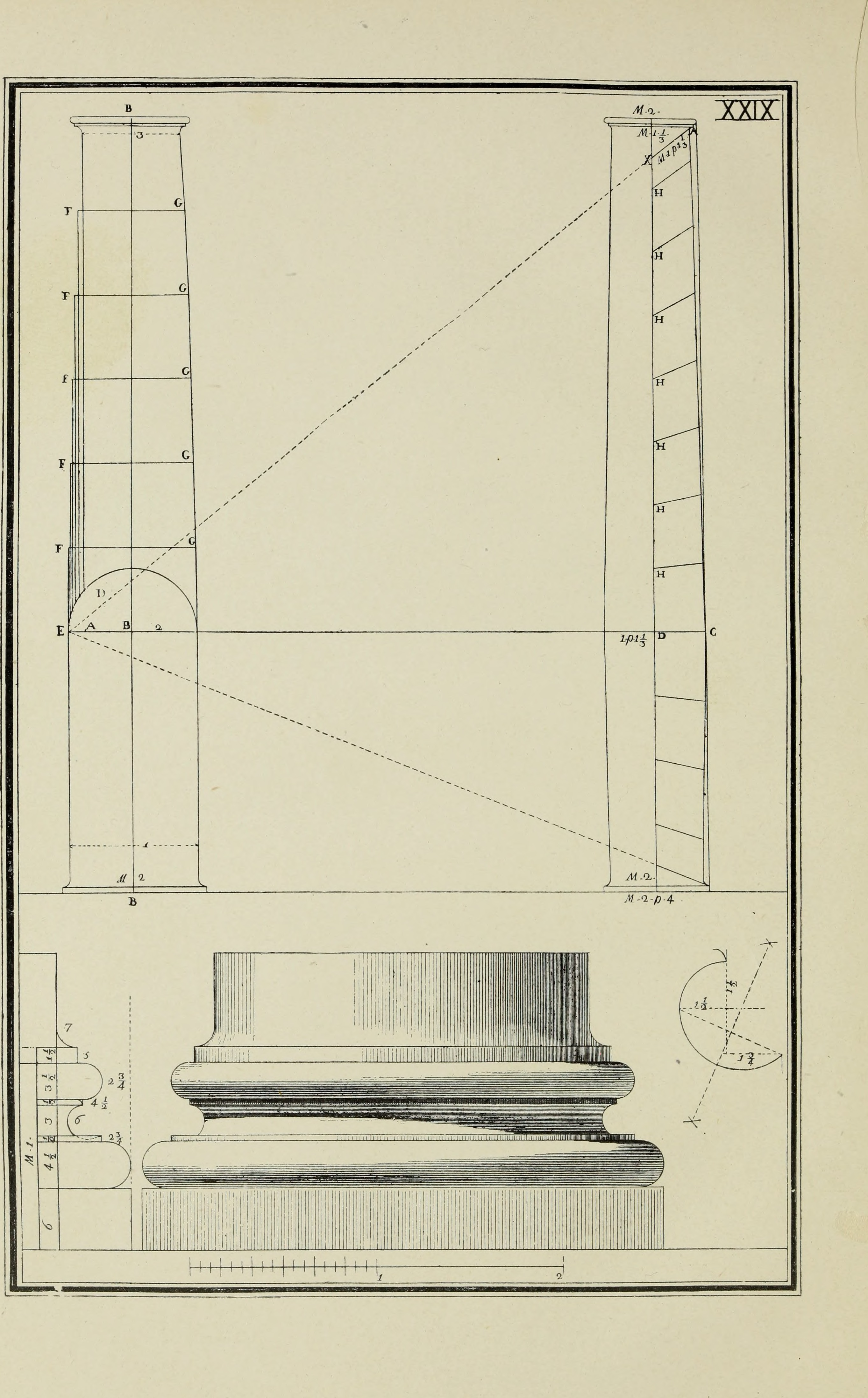
Entasi e base attica
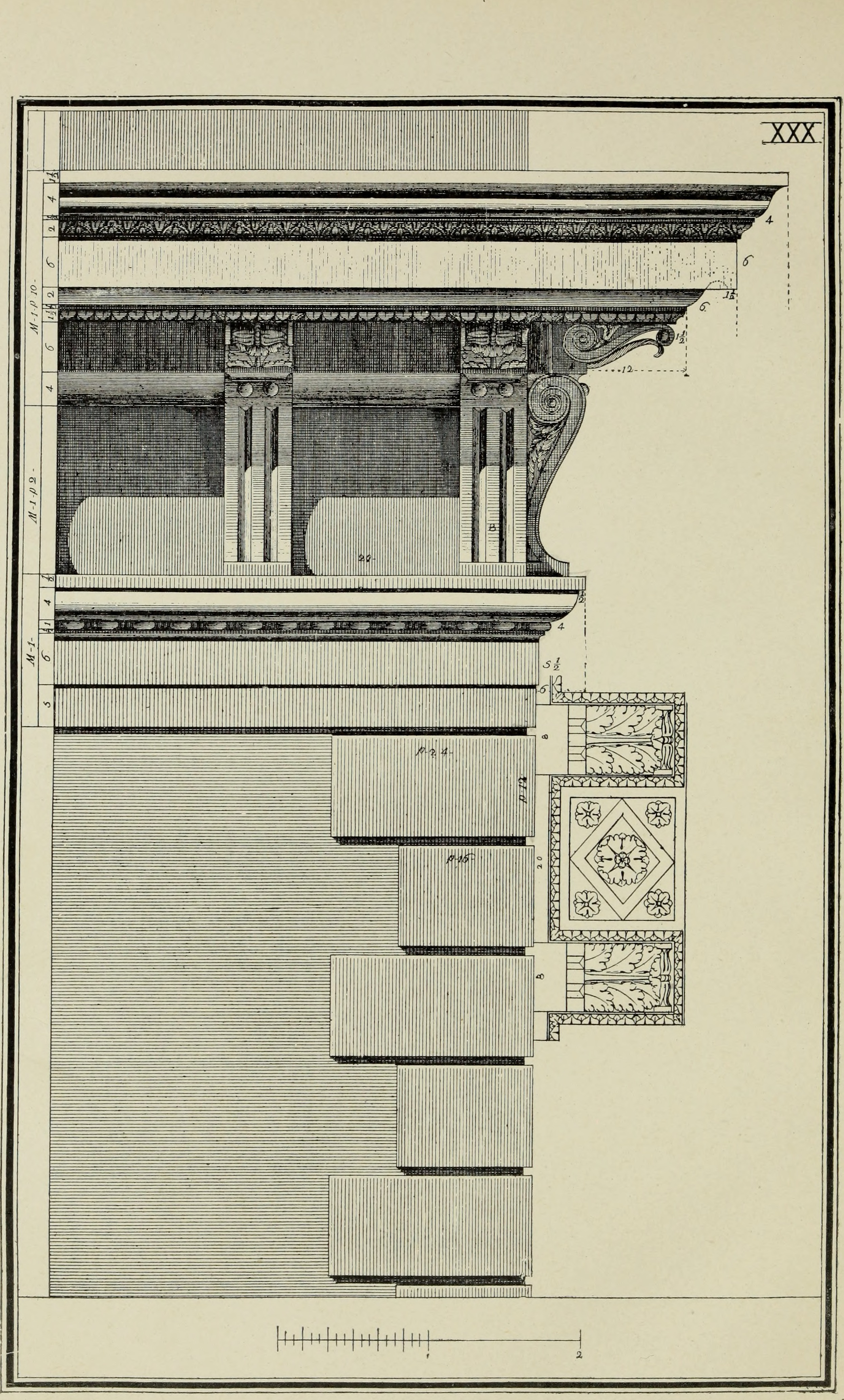
Proposta di cornicione
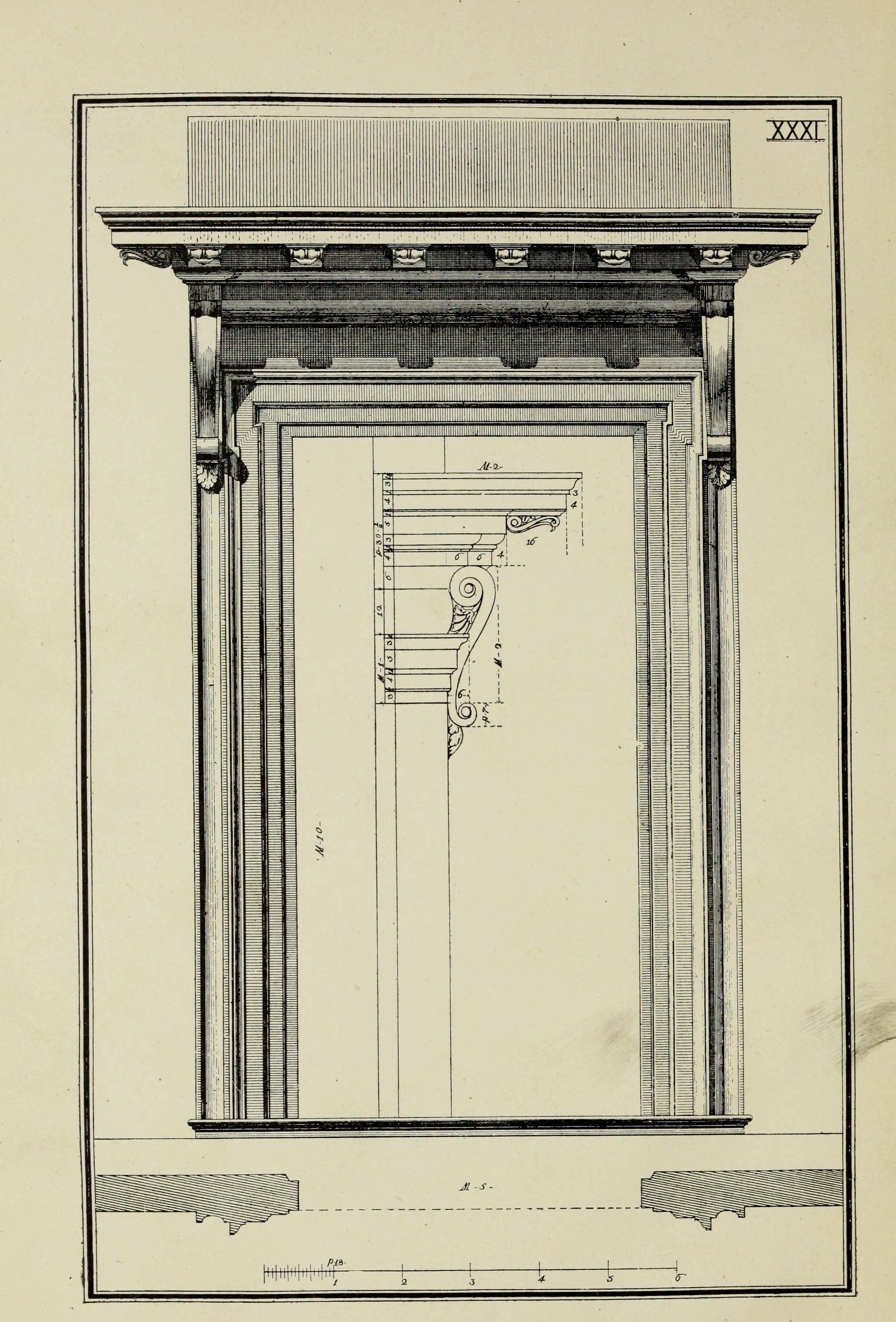
Porta Corinzia di San Lorenzo in Damaso

## Edizioni
- Jacopo Barozzi da Vignola, Regola delli cinque ordini d'architettura, Roma, 1563.
- Jacopo Barozzi da Vignola, Regola delli cinque ordini d'architettura, Venezia, Francesco Ziletti, 1582.
- Jacopo Barozzi da Vignola, Regola delli cinque ordini d'architettura, Venezia, Girolamo Porro, 1596.
- Jacopo Barozzi da Vignola, Regola delli cinque ordini d'architettura, Roma, Henricus van Schoel, 1602.
- Jacopo Barozzi da Vignola, Regola delli cinque ordini d'architettura, Roma, Andrea Vaccari, 1607.
- Jacopo Barozzi da Vignola, Regola delli cinque ordini d'architettura, Siena, Bernardino Oppi, 1635.
- Jacopo Barozzi da Vignola, Regola delli cinque ordini d'architettura, Bologna, Lelio dalla Volpe, 1736.
- Jacopo Barozzi da Vignola, Regola delli cinque ordini d'architettura, Roma, Carlo Losi, 1773.
- Jacopo Barozzi da Vignola, Regola delli cinque ordini d'architettura, Bassano, Remondini, 1787.

Traduzioni
- (IT, NL, FR, EN) Jacopo Barozzi da Vignola, Regola delli cinque ordini d'architettura, Utrecht, Crispian van de Pas, 1629.
- (FR) Jacopo Barozzi da Vignola, Règles des cinq ordres d'architectur, Parigi, Joubert Chéreau, 1797.